# آنتوان دو لا سل
آنتوان دو لا سل (به فرانسوی: Antoine de La Sale) نویسنده و طنزپرداز قرن چهاردهم میلادی اهل فرانسه است.